# Max Ebong
Max Ebong, de son nom complet Afrid Max Ebong Ngome (en russe : Африд Макс Эбонг Нгоме), est un footballeur international biélorusse né le 26 août 1999 à Vitebsk. Il évolue au poste de milieu de terrain au FK Astana.

## Biographie

### Carrière en club
Né d'un père camerounais et d'une mère biélorusse, Max Ebong démarre dans un premier temps le football dans sa ville natale de Vitebsk avant d’intégrer le centre de formation du Chakhtior Salihorsk, club où il signe son premier contrat professionnel en 2016,. Son passage au sein des équipes de jeunes le voit notamment prendre part à l'UEFA Youth League en fin d'année 2017.
Il fait finalement ses débuts en équipe première le 11 mars 2018, à l'âge de 18 ans, à l'occasion d'un match de Coupe de Biélorussie contre le Dniepr Mahiliow. Il dispute ensuite son premier match de championnat le 23 avril suivant contre ce même club avant de découvrir la coupe d'Europe à l'été en disputant la phase qualificative de la Ligue Europa. Ebong participe l'année suivant au bon parcours du Chakhtior en coupe nationale, étant notamment titularisé lors de la finale remportée face au FK Vitebsk.
Il quitte Salihorsk à l'issue de la saison 2019 pour rejoindre l'équipe kazakhe du FK Astana.

### Carrière internationale
Appelé à partir de 2018 au sein de la sélection des espoirs biélorusses, Max Ebong intègre pour la première fois la sélection A au mois de septembre 2019 sous la houlette de Mikhaïl Markhel et connaît sa première sélection le 9 septembre lors d'un match amical contre le pays de Galles. Il est sélectionné à nouveau lors d'un match de qualification pour l'Euro 2020 face aux Pays-Bas le 13 octobre suivant.

## Statistiques
| Saison                | Club                  | Championnat           | Championnat | Championnat | Coupe(s) nationale(s) | Coupe(s) nationale(s) | Compétition(s) continentale(s) | Compétition(s) continentale(s) | Compétition(s) continentale(s) | Total | Total |
| Saison                | Club                  | Division              | M.          | B.          | M.                    | B.                    | Comp.                          | M.                             | B.                             | M.    | B.    |
| 2018                  | Chakhtior Salihorsk   | D1                    | 16          | 2           | 2                     | 2                     | C3                             | 4                              | 1                              | 22    | 5     |
| 2019                  | Chakhtior Salihorsk   | D1                    | 17          | 0           | 4                     | 0                     | C3                             | 6                              | 0                              | 27    | 0     |
| 2020                  | FK Astana             | D1                    | 17          | 0           | 1                     | 0                     | C1+C3                          | 1+1                            | 0                              | 20    | 0     |
| 2021                  | FK Astana             | D1                    | 20          | 5           | 6                     | 1                     | C4                             | 3                              | 0                              | 29    | 6     |
| Total sur la carrière | Total sur la carrière | Total sur la carrière | 70          | 7           | 13                    | 1                     | -                              | 15                             | 1                              | 98    | 9     |

## Palmarès
Chakhtior Salihorsk
- Vainqueur de la Coupe de Biélorussie en 2019.